# Communauté de communes Sud-Goëlo
Die Communauté de communes Sud-Goëlo ist ein ehemaliger französischer Gemeindeverband mit der Rechtsform einer Communauté de communes im Département Côtes-d’Armor in der Region Bretagne. Der Gemeindeverband wurde am 7. März 2001 gegründet und bestand aus fünf Gemeinden. Der Verwaltungssitz befand sich in der Commune nouvelle Binic-Étables-sur-Mer.

## Historische Entwicklung
Mit Wirkung vom 1. Januar 2017 fusionierte der Gemeindeverband mit
- Saint-Brieuc Agglomération Baie d’Armor,
- Communauté de communes Centre Armor Puissance 4 sowie
- Quintin Communauté,

und bildete so die Nachfolgeorganisation Saint-Brieuc Armor Agglomération.

## Ehemalige Mitgliedsgemeinden
1. Binic-Étables-sur-Mer (Commune nouvelle)
2. Lantic
3. Plourhan
4. Saint-Quay-Portrieux
5. Tréveneuc